# California Institute of Technology
Pour les articles homonymes, voir CIT et (2906) Caltech.
Le California Institute of Technology (« Institut de technologie de Californie »), en abrégé Caltech ou plus rarement CIT, est une université privée américaine créée en 1891. Elle se situe à Pasadena, à l’est de Los Angeles, en Californie. Elle compte près de 500 professeurs et chercheurs et de 2 700 étudiants dans un campus qui accueille aussi le Jet Propulsion Laboratory (JPL) de la NASA où travaillent 5 200 personnes.
Elle a contribué à former plus de trente prix Nobel ainsi que cinq prix Crafoord et de nombreuses personnalités distinguées par des prix américains dans les domaines de la science, de la technologie et de l’ingénierie.

## Histoire

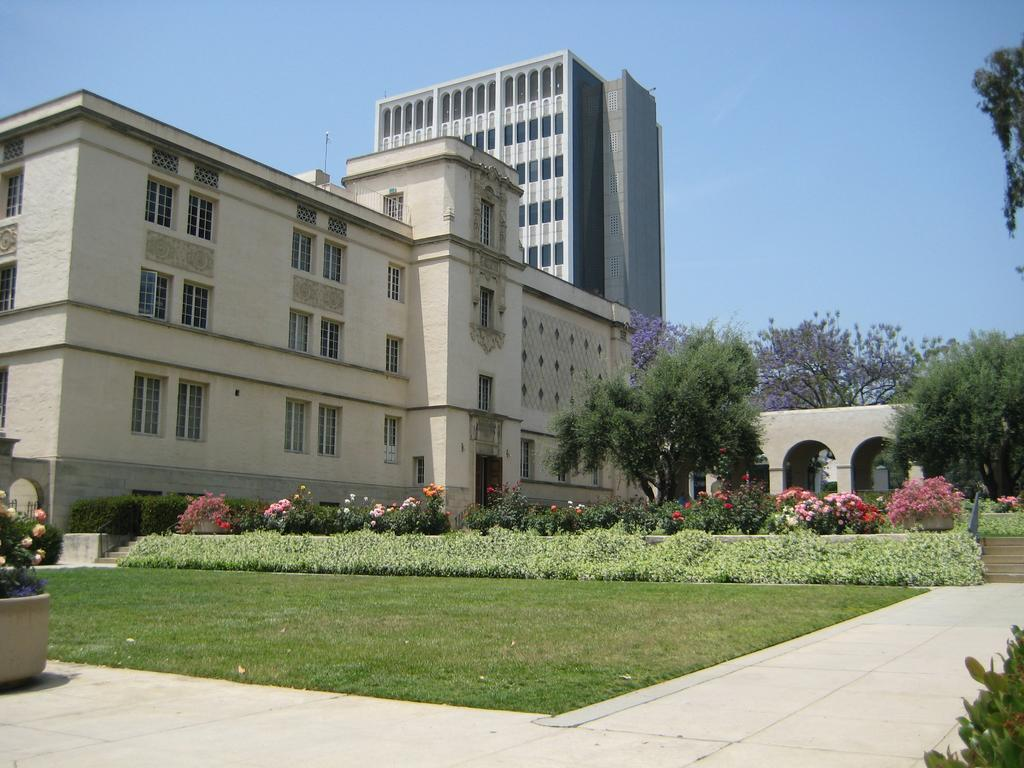
Laboratoire de physique Bridge.

Le Caltech, initialement école de formation professionnelle, a été créé en 1891 par Amos G. Throop (en), un homme politique local, en partie grâce aux dons du célèbre philanthrope Andrew Carnegie. L’école fut connue successivement sous les noms de Throop University, Throop Polytechnic Institute (et Manuel Training School) et Throop College of Technology, avant de se voir attribuer son nom actuel en 1920. Caltech et Polytechnic School (en) faisaient alors partie de la même institution depuis 1907. Polytechnic School est désormais une université privée distincte se situant à proximité.

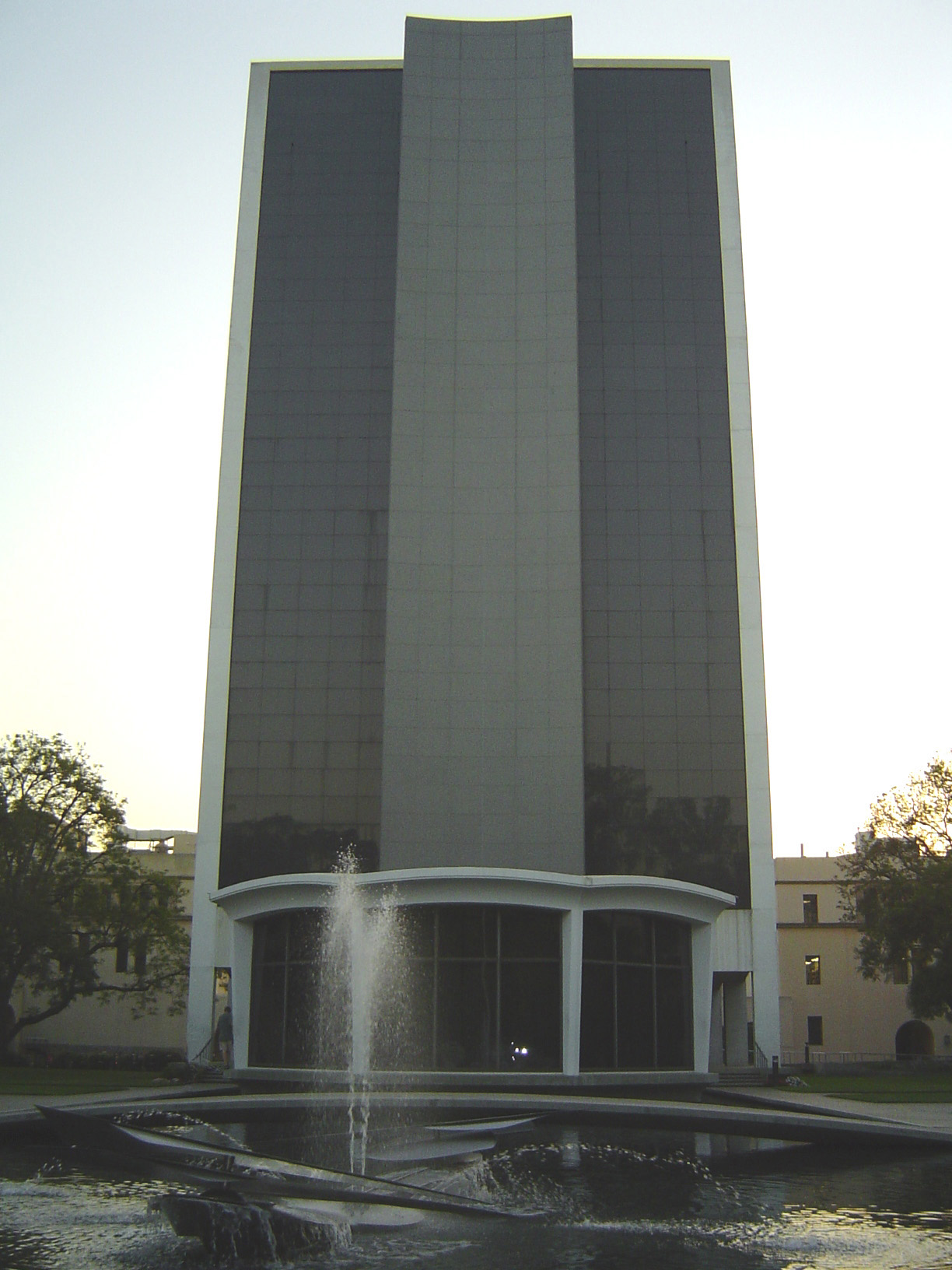
Millikan Library, le plus grand bâtiment du campus.

C’est l’astronome George Ellery Hale qui fit de Caltech, alors école d’artisanat, un centre scientifique de renommée mondiale. Il avait rejoint le comité de direction de l’université après être arrivé à Pasadena en 1907 en tant que premier directeur de l’observatoire du Mont Wilson. À cette époque où la recherche scientifique était encore à ses débuts aux États-Unis, Hale saisit l’occasion de créer à Pasadena une institution pour lancer des recherches sérieuses dans les sciences naturelles et former des ingénieurs. Il arriva à fournir à l’école un complexe de laboratoires modernes et bien équipés, grâce à de nombreux dons de terrain et d’argent. Il convainquit par la suite deux des plus influents scientifiques américains de l’époque, Arthur Amos Noyes (chimie physique) et Robert Andrews Millikan (physique expérimentale) de rejoindre l'école et de contribuer à son projet d’en faire un centre pour la science et les technologies.
En 1917, Hale demanda à l’architecte Bertram Goodhue de créer un campus de 89 000 m2. Goodhue conçut plusieurs bâtiments (Dabney Hall, le Physics Building, etc.) dans l'intention qu’ils soient en harmonie avec le climat et le paysage ainsi qu'avec l'esprit de l'institut et la philosophie éducative de Hale. Son esthétique étaient aussi influencée par l’architecture espagnole traditionnelle des missions de Californie du Sud.
Sous la direction de Hale, Noyes et Millikan (et grâce à la croissance économique rapide de la région) la réputation du Caltech s'accrut de manière significative dans les années 1920. En 1923, Millikan reçut le prix Nobel de physique. En 1925, l’école établit un département de géologie et fit venir William Bennett Munro, alors maître de conférence à la division d’histoire, d’économie et d’études gouvernementales de l’université Harvard, pour créer une division de sciences humaines et sociales au Caltech. En 1928, une division de biologie fut créée sous la direction de Thomas Hunt Morgan, le biologiste le plus reconnu du pays, il avait découvert le rôle des gènes et des chromosomes dans l’hérédité. En 1926, une école d’aéronautique fut conçue, elle vit arriver Theodore von Karman qui contribua plus tard à la création du Jet Propulsion Laboratory et établit le Caltech comme l’un des centres les plus importants pour la conception des fusées spatiales et la gestion des missions d'exploration du système solaire. En 1928 commença la construction de l’observatoire du Mont Palomar, à 200 km au sud de Pasadena.
Millikan fut président du Caltech de 1921 à 1945 et son influence fut telle que l’institut était parfois appelé l’« École de Millikan ». Dans les années 1950, 60 et 70, la renommée de l'institut fut assurée les deux plus grands chercheurs dans le domaine des particules élémentaires de l’époque : Murray Gell-Mann et Richard Feynman. Ils reçurent tous deux le prix Nobel pour leurs travaux qui furent centraux dans l’établissement du modèle standard de cette physique. Feynman était aussi connu dans toute la communauté de physique comme un professeur exceptionnel et pittoresque.
En 1971, un tremblement de terre de magnitude 6,5 sur l’échelle de Richter frappa la vallée de San Bernardino proche du campus, il n'y causa pas de victimes mais des dégâts matériels. Les ingénieurs qui évaluèrent les dommages causés sur deux bâtiments historiques, le Throop Hall et le Culbertson Auditorium, recommandèrent leur démolition. Mauvais conseil, semble-t-il, car il fut très difficile de détruire ces structures, plus certainement que de les réparer.
En 2011, le Caltech obtient la première place du classement mondial des universités du Times Higher Education, il détrône ainsi l'université Harvard pour la première fois dans l'histoire de ce classement. Dans celui-ci, le Caltech est 1er en ingénierie et technologie et 1er en sciences.
|                | 2018-19 | 2017-18 | 2016-17 | 2015-16 | 2014-15 |
| -------------- | ------- | ------- | ------- | ------- | ------- |
| Undergraduates | 948     | 961     | 979     | 1 001   | 983     |
| Postgraduates  | 1 285   | 1 277   | 1 261   | 1 254   | 1 226   |
| Total          | 2 233   | 2 238   | 2 240   | 2 255   | 2 209   |

## Personnalités issues de la faculté ou y ayant enseigné

### Lauréats du prix Nobel
| Nom                       | Discipline | Année | Statut     |
| ------------------------- | ---------- | ----- | ---------- |
| Robert Andrews Millikan   | Physique   | 1923  | Professeur |
| Thomas Hunt Morgan        | Médecine   | 1933  | Professeur |
| Carl David Anderson       | Physique   | 1936  | Professeur |
| Edwin Mattison McMillan   | Chimie     | 1951  | Élève      |
| Linus Carl Pauling        | Chimie     | 1954  | Professeur |
| Linus Carl Pauling        | Paix       | 1962  | Professeur |
| William Bradford Shockley | Physique   | 1956  | Élève      |
| George Wells Beadle       | Médecine   | 1958  | Professeur |
| Donald Arthur Glaser      | Physique   | 1960  | Élève      |
| Rudolf Ludwig Mössbauer   | Physique   | 1961  | Professeur |
| Charles Hard Townes       | Physique   | 1964  | Élève      |
| Richard Phillips Feynman  | Physique   | 1965  | Professeur |
| Murray Gell-Mann          | Physique   | 1969  | Professeur |
| Max Delbrück              | Médecine   | 1969  | Professeur |
| Leo James Rainwater       | Physique   | 1975  | Élève      |
| David Baltimore           | Médecine   | 1975  | Professeur |
| Renato Dulbecco           | Médecine   | 1975  | Professeur |
| Howard Martin Temin       | Médecine   | 1975  | Élève      |
| William Lipscomb          | Chimie     | 1976  | Élève      |
| Robert Woodrow Wilson     | Physique   | 1978  | Élève      |
| Roger Sperry              | Médecine   | 1981  | Professeur |
| Kenneth Geddes Wilson     | Physique   | 1982  | Élève      |
| William Fowler            | Physique   | 1983  | Professeur |
| Rudolph Marcus            | Chimie     | 1992  | Professeur |
| Edward B. Lewis           | Médecine   | 1995  | Professeur |
| Douglas Osheroff          | Physique   | 1996  | Élève      |
| Robert Merton             | Économie   | 1997  | Élève      |
| Ahmed Zewail              | Chimie     | 1999  | Professeur |
| Leland H. Hartwell        | Médecine   | 2001  | Élève      |
| Vernon Lomax Smith        | Économie   | 2002  | Élève      |
| H. David Politzer         | Physique   | 2004  | Professeur |
| Robert Grubbs             | Chimie     | 2005  | Professeur |
| Martin Karplus            | Chimie     | 2013  | Élève      |
| Eric Betzig               | Chimie     | 2014  | Élève      |

### Prix Crafoord
| Nom                      | Discipline  | Année | Statut     |
| ------------------------ | ----------- | ----- | ---------- |
| Gerald Joseph Wasserburg | Géochimie   | 1986  | Professeur |
| Allan Sandage            | Astronomie  | 1991  | Élève      |
| Seymour Benzer           | Biosciences | 1993  | Professeur |
| Don Anderson             | Géosciences | 1998  | Professeur |
| James E. Gunn            | Astronomie  | 2005  | Élève      |

### Autres personnalités
| Nom                        | Discipline                | Cause |
| -------------------------- | ------------------------- | --- |
| Anima Anandkumar           | Intelligence artificielle | Recherches sur l'algèbre tensorielle, l'apprentissage profond et les problèmes non-convexes               |
| Marc Aaronson              | Astronomie                | Détermination de la constante de Hubble                                                                   |
| Hiroo Kanamori             | Sismologie                | Inventeur de la magnitude de moment pour mesurer les séismes                                              |
| Arnold Orville Beckman     | Chimie                    | Inventeur du pH-mètre                                                                                     |
| David Jewitt               | Astronomie                | Étude des lunes de Jupiter                                                                                |
| Robert Oppenheimer         | Physique                  | Un des pères de la bombe atomique américaine                                                              |
| Charles Francis Richter    | Sismologie                | Inventeur de l'échelle de Richter pour mesurer la taille des séismes                                      |
| Beno Gutenberg             | Sismologie                | Premier à calculer la profondeur de la discontinuité de Gutenberg (limite du noyau de la Terre)           |
| Chadwick Trujillo          | Astronomie                | Découvreur d'objets de la Ceinture de Kuiper                                                              |
| Stephen Wolfram            | Mathématiques             | Inventeur du logiciel Mathematica                                                                         |
| Trinh Xuan Thuan           | Astronomie et littérature | Astronomie extragalactique                                                                                |
| Fritz Zwicky, George Abell | Astronomie                | Découvreur des supernovae, galaxie...                                                                     |
| Pierre Clostermann         | Aéronautique              | Pilote des Forces aériennes françaises libres                                                             |
| Irving P. Krick            | Météorologie              | Un des météorologues ayant participé à la planification du débarquement de Normandie                      |
| Frank Press                | Géophysique               | Conseiller scientifique de quatre présidents américains et président de l'Académie nationale des sciences |

## Présidents de Caltech
Depuis 1920, date à laquelle le Throop College of Technology est devenu Caltech, l’institut a été dirigé par les personnalités suivantes :
- Robert A. Millikan (1921–1945), physicien (expérimental), lauréat du prix Nobel de physique en 1923. Officiellement sa fonction s’intitulait « Chairman of the Executive Council » ;
- Lee A. DuBridge (en) (1946–1969), physicien (expérimental). Il est le premier à officiellement détenir la fonction de président de Caltech ;
- Harold Brown (1969–1977), physicien et fonctionnaire. Il quitta Caltech pour devenir secrétaire à la Défense dans l’administration de Jimmy Carter ;
- Robert F. Christy (1977–1978), astrophysicien ;
- Marvin Leonard Goldberger (1978–1987), physicien (théorique) ;
- Thomas E. Everhart (1987–1997), physicien (expérimental) ;
- David Baltimore (1997–2006), biologiste moléculaire, lauréat du prix Nobel de médecine en 1975 ;
- Jean-Lou Chameau (2006–2013), ingénieur Arts & Métiers ParisTech (dynamique des sols, développement durable) ;
- Thomas Felix Rosenbaum depuis 2013.

## Caltech dans la culture populaire
- Caltech est l'université qui emploie cinq des sept héros de la série télévisée The Big Bang Theory (2007 - 2019).

- Alex Dunphy, l'un des personnages principaux de la série Modern Family, étudie au Caltech (2009 - 2020).
- Walter White, héros de la série télévisée Breaking Bad (2008 -2013), a fait ses études de chimie au Caltech.
- C'est également l'université où Kevin et Sam Flynn ont fait leurs études dans le film de science-fiction Tron l'héritage (2011).
- Caltech est un des lieux d'action du diptyque Instantanés pour Caltech et Les Machines incertaines" de la série Natacha.
- Dans la série Miss Marvel, le personnage secondaire Bruno Carrelli est admis à Caltech.